# Rétinaculum supérieur des muscles fibulaires
Le rétinaculum supérieur des muscles fibulaires (ou ligament annulaire externe du tarse ou ligament annulaire externe des péroniers latéraux) est une bande fibreuse du membre inférieur. Il est situé sur la face latérale de la cheville.

## Structure
Le rétinaculum supérieur des muscles fibulaires descend de la malléole latérale vers la face latérale du calcanéus.
Il convertit le sillon malléolaire de la fibula en passage pour les tendons des muscles long et court fibulaires en les maintenant contre la face arrière de la malléole.